# Maçonnerie cryptique

Emblème de l'ordre.

La maçonnerie cryptique (Cryptic Masonry) est l'ensemble des grades et rituels de la deuxième partie des hauts grades maçonniques du Rite d'York. Ce sont les derniers degrés qui puisent leur symbolique dans la légende d'Hiram et les cryptes mythologiques du Temple de Salomon.
Les membres se réunissent au sein d'Ordre des Maîtres royaux et choisis (Council of Royal & Selected Masters), pour conférer les trois degrés qui la composent et qui prennent la suite de ceux de l'Arc royal. Ces degrés ouvrent la voie à des rituels et des degrés maçonniques chevaleresques qui puisent leurs symboliques dans la restauration du premier et du second Temple de Jérusalem. Ils sont pratiqués principalement dans la franc-maçonnerie américaine et très minoritairement en Europe.

## Histoire
Développé et pratique principalement aux États-Unis d’Amérique, les degrés que l’on trouve dans la maçonnerie cryptique ne sont pas à l'origine combinés en un seul système. Chaque degré est conféré par des juridictions distinctes. Le grade de maitre royal est conféré avant celui de maitre maçon de l'Arche royale et celui de maître choisi après la réception de celui-ci. Provoquant des allers et retours entre des juridictions différentes.
Le grade de maître royal semble avoir été développé principalement à New York sous la direction de Thomas Lowndes, celui de maître choisi aurait été vigoureusement promu par Philip Eckel à Baltimore. Ce dernier revendique la création d'un « Grand Conseil des maîtres choisis » en 1792. En 1810 un « Grand Conseil des maîtres royaux » est organisé et attesté à New-York. En 1818 les deux systèmes sont combinés en un seul par Jeremy Cross, système qui se développe et s'étend dans la plupart des juridictions des États-Unis.
Le grade de Super excellent maître ne fait pas partie du système originel de la maçonnerie cryptique, les archives du chapitre Saint Andrews à Boston indiquent qu'il confère ce grade à partir de la fin du XVIIIe siècle. La plus ancienne référence remontant au 22 décembre 1817 ou le Conseil des maîtres royaux de New-York aurait tenu une loge de Super excellent maître. La différence entre ce grade et les grades précédents semble justifiée, d’après les historiographes maçonniques, l’origine américaine de ce degré maçonnique. Il reste relativement controversé et les pratiques divergent selon les juridictions. Certaines l'ont intégré dans le système cryptique, d'autres ne décernent qu'un diplôme honorifique du grade, d'autres encore le pratiquent dans des conseils distincts de super excellent maître.

## Système du rite
Il existe des traces dans la documentation d'une pratique confidentielle de ces grades en Angleterre à la fin du XVIIIe siècle, cependant le Grand Conseil est seulement créé en 1873, en vertu de la charte émise par le Grand Conseil de New-York.
- Maître royal
- Maître choisi
- Super excellent maître